# Arco do Bandeira

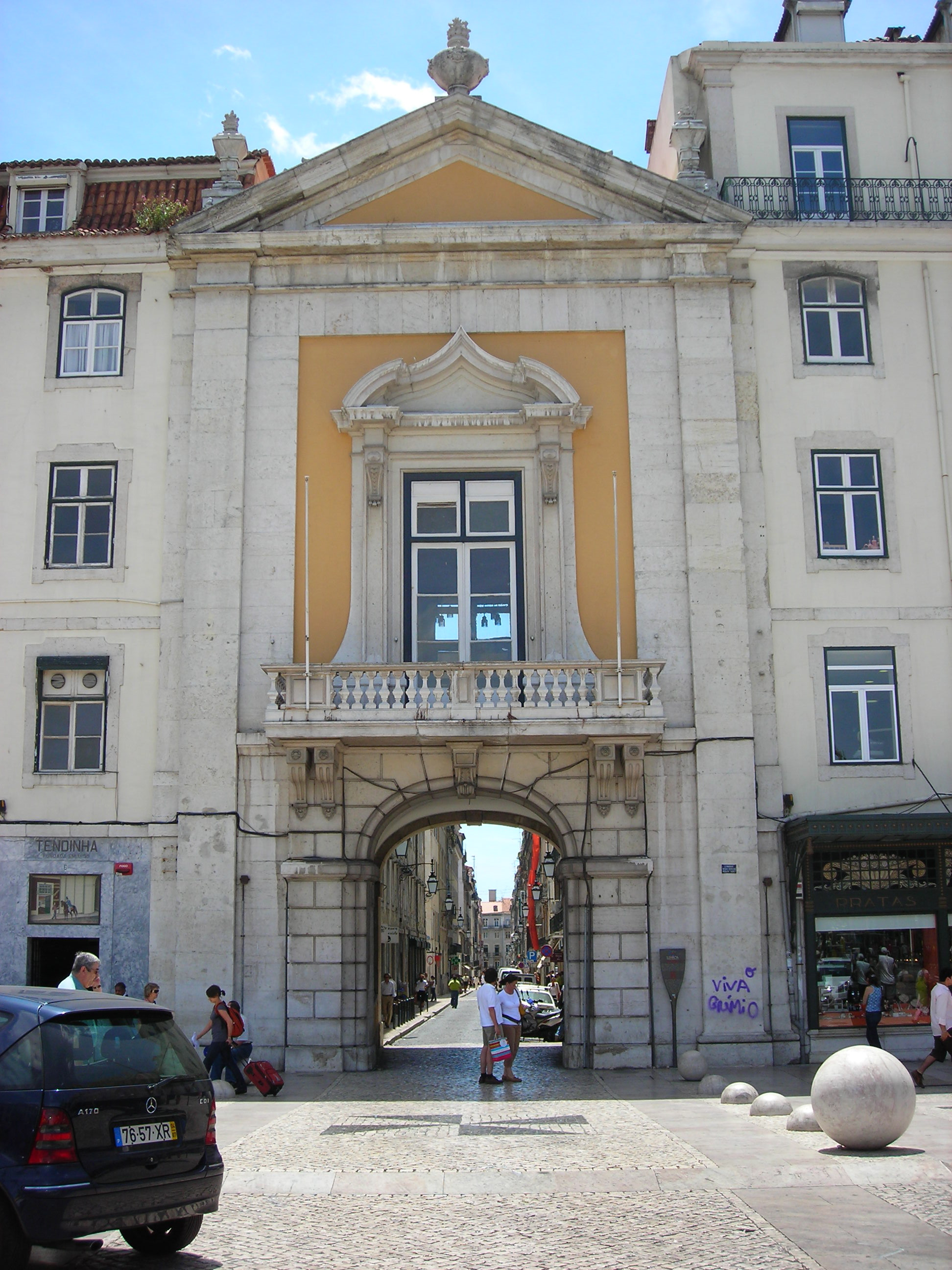
O Arco do Bandeira no Rossio.

O Arco do Bandeira é um arco na freguesia de Santa Maria Maior, em Lisboa, Portugal.
Foi construído no final do século XVIII, na Baixa Pombalina, entre a Praça D. Pedro IV (Rossio) e a Rua dos Sapateiros, por um empresário Pires Bandeira, de quem recebeu o nome, com projeto do arquiteto Manuel Reinaldo dos Santos.
Com os seus motivos ornamentais, é considerado um excelente exemplo da arquitetura pombalina.